# Гум-при-Орможу
Гум-при-Орможу (словен. Hum pri Ormožu) — поселення в общині Ормож, Подравський регіон‎, Словенія.